# Krasnodarer Stausee
Der Krasnodarer Stausee (russisch Краснодарское водохранилище / Krasnodarskoje wodochranilischtsche), auch Kubanisches Meer (russisch Кубанское море / Kubanskoje more), ist eine Talsperre im russischen Kuban-Becken, die dem Hochwasserschutz und der Bewässerung für den Reisanbau dient. Der größte Teil des in den 1970er-Jahren aufgestauten Sees liegt in der Republik Adygeja, ein kleiner Teil in der Region Krasnodar.

## Geschichte
Östlich von Krasnodar befand sich eine vom Kuban durchflossene Auenlandschaft, die von Tscherkessen besiedelt war. Das sumpfige Gebiet war eine Brutstätte für Malariamücken, die bei der lokalen Bevölkerung immer wieder Malaria-Epidemien auslösten. Überschwemmungen des Flusses verhinderten den Ackerbau und verursachten Schäden in Krasnodar.
Im Jahre 1940 wurde mit dem Bau des Tschtschik-Stausee (russisch Тщикское водохранилище) begonnen – ein erster Versuch, die Wassermassen des Kubans zu zähmen. Das Sperrwerk lag auf der Höhe des Bahnhofs Wasjurinskoi (russisch Васюринской) und staute die Beloi (russisch Белой), ein linker Zufluss des Kubans. Der in Handarbeit errichtete Damm war dem Hochwasser von 1966 nicht gewachsen. Er brach an mehreren Stelle, sodass 300.000 ha Kulturland überflutet wurden.
Im Juli 1967 beschloss der Ministerrat der UdSSR einen neuen größeren Stausee am Kuban zu bauen. Mit dem Bau der Talsperre wurde am 3. April 1968 begonnen. Es mussten 13.000 Leute umgesiedelt werden, die in zwölf vollständig gefluteten Dörfern und zehn teilweise gefluteten Dörfern lebten. Die meisten wurden im neu errichteten Adygeisk und in Tljustenchabl angesiedelt. Der Aufstau des Sees begann 1973, die Arbeiten wurden Ende 1975 offiziell abgeschlossen.
2019 wurde die Erneuerung der Schleusen im Hauptabsperrwerk bewilligt. Das Absperrbauwerk ist mit einem Fischlift ausgerüstet.